# Xanthoprion albertensis
Xanthoprion albertensis är en ringmaskart som beskrevs av Jansonius och Thomas Craig 1974. Xanthoprion albertensis ingår i släktet Xanthoprion, klassen havsborstmaskar, fylumet ringmaskar och riket djur. Inga underarter finns listade i Catalogue of Life.